# Dziennikarstwo śledcze

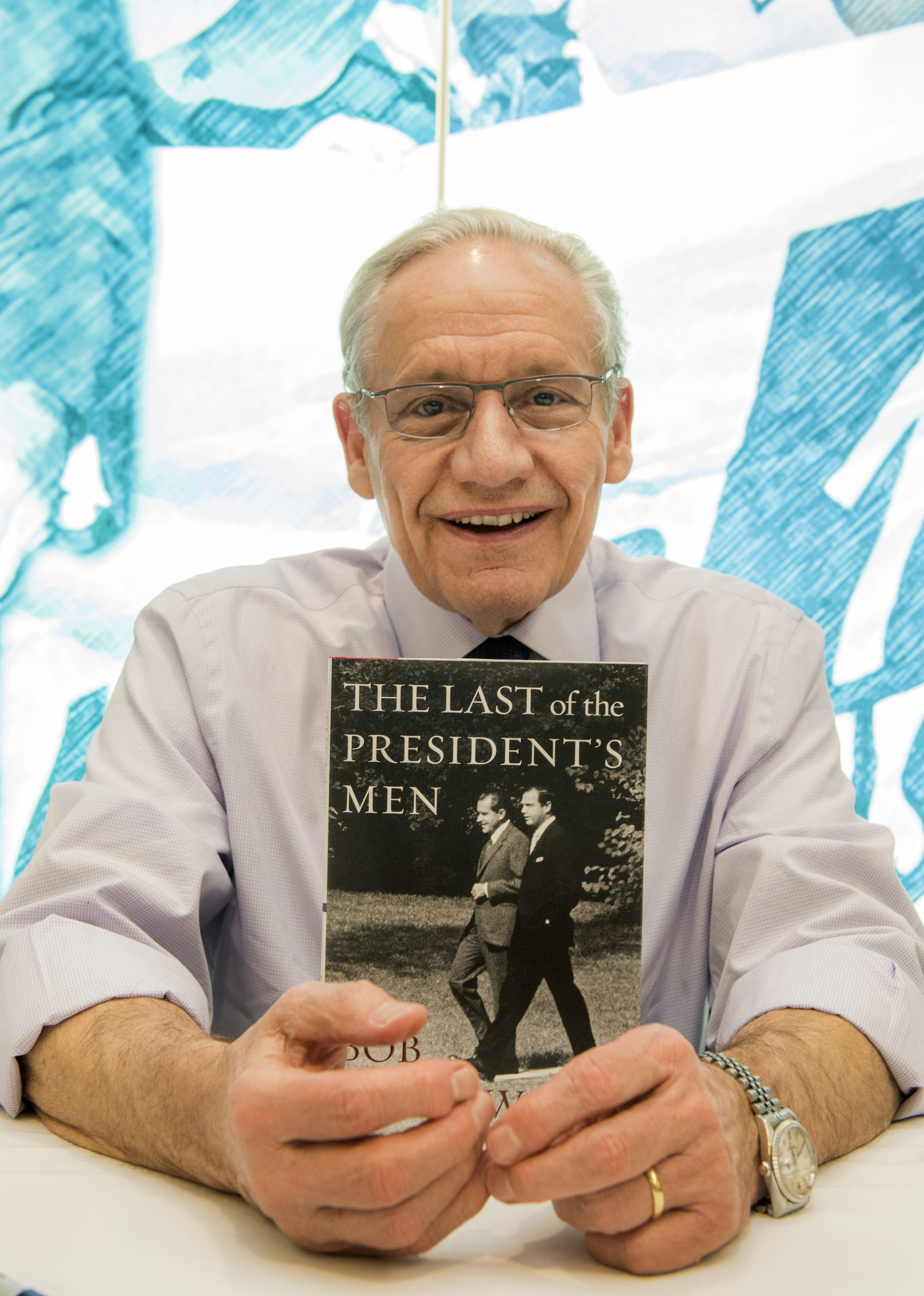
Bob Woodward, jeden z najbardziej znanych amerykańskich dziennikarzy śledczych

Dziennikarstwo śledcze – rodzaj dziennikarstwa, polegającego na ujawnianiu informacji istotnych dla opinii publicznej, a jednocześnie trudno dostępnych dla badaczy. Uprawiają je dziennikarze opisujący i wyjaśniający sprawy, które najczęściej powinny być przedmiotem dochodzenia organów do tego celu powołanych (prokuratura, policja, sądy).
Prezentacja poprzedzona jest dogłębną weryfikacją. Polega ona na zdobyciu i wykorzystaniu co najmniej niezależnych od siebie źródeł informacji oraz użyciu technik zbliżonych do stosowanych przez instytucje posiadające uprawnienia śledcze.
Modelowym przykładem dziennikarstwa śledczego jest afera Watergate ujawniona przez Washington Post. Po raz pierwszy okazało się wówczas, że dochodzenie dziennikarskie może spowodować dymisję prezydenta światowego supermocarstwa. Innym przykładem jest afera Iran-Contras, w której media ujawniły istnienie tajnego porozumienia o sprzedaży amerykańskiej broni do Iranu w zamian za uwolnienie amerykańskich zakładników w Libanie. W Polsce najbardziej znanym przykładem jest tak zwana afera Rywina z 2002 roku. Gazeta Wyborcza ujawniła wówczas skandal korupcyjny, polegający na propozycji zmian nowelizacji ustawy za łapówkę.